# ادادنتم
ادادنتم (به لاتین: Adadeentem) در غنا است که در منطقه آشانتی واقع شده‌است.